# Чёрный телефон
«Чёрный телефо́н» (англ. The Black Phone) — фильм ужасов о сверхъестественном режиссёра Скотта Дерриксона. Экранизация одноимённого рассказа Джо Хилла 2004 года. В главных ролях: Мейсон Темз, Мадлен Макгроу, Джереми Дэвис, Джеймс Рэнсон и Итан Хоук.
Премьера «Чёрного телефона» состоялась на фестивале Fantastic Fest 25 сентября 2021 года, а 24 июня 2022 года он был выпущен в широкий прокат компанией Universal Pictures. Фильм получил в основном положительные отзывы от критиков.

## Сюжет
В 1978 году в Северном Колорадо объявляется серийный детоубийца, маскирующийся под аниматора с детских праздников. Так пропадают поочерёдно пятеро детей, после чего жертвой похитителя становится 13-летний Финни Блейк, застенчивый, но умный мальчик, который живёт с отцом-алкоголиком и сестрой Гвен. Финни приходит в себя в звуконепроницаемом подвале, в котором самым стоящим внимания предметом мебели является старинный чёрный телефон на стене. Хотя похититель говорит Финни, что телефон отключён от связи, очень скоро телефон звонит и, к своему ужасу, Финни слышит на том конце провода голоса предыдущих пяти жертв. Однако, общаясь с ними, Финни узнаёт, что при жизни они все успели оставить ему различные лазейки, которые могут помочь ему выбраться и сбежать.
Параллельно Гвен обнаруживает, что от покойной матери ей достался дар ясновидения: сначала ей снится сон, в котором она видит похищение брата, а затем ей начинают мерещиться похищенные пять детей, которые аналогично дают ей различные подсказки, с помощью которых Гвен пытается вывести полицию на след Финни.

## В ролях
- Мейсон Темз — Финни Блейк
- Мадлен Макгроу — Гвендолин (Гвен) Блейк, младшая сестра Финни
- Итан Хоук — похититель
- Джереми Дэвис — Терренс Блейк, отец Финни и Гвен
- Джеймс Рэнсон — Макс Шоу, наркоман и брат похитителя
- Э. Роджер Митчелл — детектив Райт
- Трой Радсил — детектив Миллер
- Брэди Хепнер — Вэнс Хоппер

## Производство
Скотт Дерриксон задумал снять этот фильм ещё во время работы над проектом Marvel Studios «Доктор Стрэндж: В мультивселенной безумия». Изначально Дерриксон предполагал пригласить на пост режиссёра кого-нибудь другого, но вскоре он ушёл из Marvel из-за творческих разногласий и сам возглавил проект.
В октябре 2020 года стало известно, что Дерриксон выступит режиссёром киноадаптации рассказа Джо Хилла «Чёрный телефон» для кинокомпании Blumhouse Productions, сценаристами фильма стали Дерриксон и Кристофер Каргилл, а Мейсон Темз и Мадлен Макгроу были выбраны на главные роли. В январе 2021 года состав актёров пополнили Джереми Дэвис и Итан Хоук. Съёмки фильма под рабочим названием Static начались 9 февраля 2021 года в Уилмингтоне, и в округах Нью-Ханновер, Брансуик и Колумбус. В марте Джеймс Рэнсон присоединился к актёрскому составу фильма. Съёмки завершились 27 марта.

## Маркетинг
Маркетинговая кампания Universal Pictures началась 25 августа 2021 года, когда на CinemaCon был выпущен трейлер к фильму. В своей рецензии Variety назвал трейлер «страшнее, чем дельта-вариант COVID-19», Дерриксон «полностью вписался в свою зону комфорта после ухода из малобюджетных ужастиков», и добавляет, что сочетание в фильме «немыслимых преступлений» и «паранормальных элементов» может стать «следующей возможной франшизой для Universal и Blumhouse». Screen Rant отметил, что реакция зрителей на трейлер была «интенсивной».

## Выпуск
Мировая премьера фильма состоялась на фестивале Fantastic Fest 25 сентября 2021 года.
Первоначально «Чёрный телефон» должен был выйти в кинопрокат 28 января 2022 года, но затем из-за пандемии COVID-19 релиз фильма отложили на более поздний срок — 24 июня 2022 года.

## Восприятие
После премьеры фильма на фестивале Fantastic Fest, Screen Rant сообщил, что отзывы на фильм были в целом положительными, с критикой за повторяющийся формат и «количество страшилок», но с похвалой за верность исходному материалу, режиссуру Дерриксона и игру Хоука. На Rotten Tomatoes, который классифицирует отзывы только как положительные или отрицательные, 82 % из 11 отзывов положительные, со средней оценкой 7,8/10.

## Награды
2022 — премия «Сатурн» в категории лучший фильм ужасов.

## Сиквел
В июне 2022 года Дерриксон сказал, что Джо Хилл — автор оригинальной истории — предложил ему «великолепную идею» для сиквела и Дерриксон мог бы прорежиссировать её, если фильм покажет успех по кассовым сборам. В августе 2022 года Дерриксон и Хилл обсудили со студией идею создания сиквела. Дерриксон ссылался на финансовый успех «Чёрного телефона» как на катализатор для разработки продолжения. Хилл сказал, что вдохновением для продолжения стал «знаковый образ» маски похитителя.
В апреле 2023 года на CinemaCon Джейсон Блум назвал «Чёрный телефон» одной из новейших франшиз студии и сообщил о планах по созданию сиквела. В октябре 2023 года фильм был официально анонсирован Universal Pictures. Премьера запланирована на 27 июня 2025 года.